# Nausa (gmina)
Nausa (gr. Δήμος Νάουσας, Dimos Nausas) – gmina w Grecji, w administracji zdecentralizowanej Macedonia-Tracja, w regionie Macedonia Środkowa, w jednostce regionalnej Imatia. W 2011 roku liczyła 32 494 mieszkańców. Powstała 1 stycznia 2011 roku w wyniku połączenia dotychczasowych gmin: Nausa, Antemi i Irinupoli. Siedzibą gminy jest Nausa.